# NGC 5835
NGC 5835 је спирална галаксија у сазвежђу Волар која се налази на NGC листи објеката дубоког неба.
Деклинација објекта је + 48° 52' 41" а ректасцензија 15h 2m 25,3s. Привидна величина (магнитуда) објекта NGC 5835 износи 14,4 а фотографска магнитуда 15,3. NGC 5835 је још познат и под ознакама UGC 9674, MCG 8-27-57, CGCG 248-48, PGC 53699.